# Melaenornis
Melaenornis es un género de aves paseriformes perteneciente a la familia Muscicapidae. Sus miembros son papamoscas que habitan en África.

## Especies
Contiene las siguientes especies:
- Melaenornis brunneus (Cabanis, 1886)  — papamoscas angoleño;
- Melaenornis fischeri (Reichenow, 1884) — papamoscas de Fischer;
- Melaenornis chocolatinus (Rüppell, 1840) — papamoscas chocolate;
- Melaenornis annamarulae Forbes-Watson, 1970 — papamoscas liberiano;
- Melaenornis ardesiacus Berlioz, 1936 — papamoscas de Berlioz;
- Melaenornis edolioides (Swainson, 1837) — papamoscas drongo;
- Melaenornis pammelaina (Stanley, 1814) — papamoscas sudafricano;
- Melaenornis pallidus (von Müller, JW, 1851)  — papamoscas pálido;
- Melaenornis infuscatus (Smith, A, 1839)  — papamoscas tarabilla;
- Melaenornis microrhynchus (Reichenow, 1887)  — papamoscas piquicorto;
- Melaenornis mariquensis (Smith, A, 1847)  — papamoscas del Marico;
- Melaenornis silens (Shaw, 1809)  — papamoscas fiscal.